# Giải vô địch bóng đá các câu lạc bộ ASEAN 2024–25
Giải vô địch bóng đá các câu lạc bộ ASEAN 2024–25 (tiếng Anh: 2024–25 ASEAN Club Championship), còn được gọi là Shopee Cup 2024–25 vì lý do tài trợ, là mùa giải thứ ba của Giải vô địch bóng đá các câu lạc bộ ASEAN, giải đấu bóng đá quốc tế dành cho các câu lạc bộ vô địch trong nước đến từ các hiệp hội thành viên thuộc Liên đoàn bóng đá ASEAN (AFF). Đây là Giải vô địch các câu lạc bộ ASEAN chính thức đầu tiên kể từ năm 2005.
Việc khôi phục Giải vô địch các câu lạc bộ ASEAN đã được đề xuất với Liên đoàn bóng đá châu Á vào năm 2019. Tuy nhiên, kế hoạch tổ chức giải đấu đã nhiều lần bị cản trở bởi đại dịch COVID-19; với nỗ lực không thành công gần nhất là ở mùa giải 2023–24.
Giải đấu chính thức được khởi động vào ngày 4 tháng 4 năm 2024, với các trận đấu diễn ra từ ngày 17 tháng 7 năm 2024 đến ngày 21 tháng 5 năm 2025. Trợ lý trọng tài video (VAR) được dự kiến sẽ áp dụng ở giải đấu này.
Tampines Rovers là đương kim vô địch, nhưng không thể giành quyền tham dự giải đấu lần này. Buriram United đã trở thành đội vô địch của giải đấu sau khi đánh bại Công an Hà Nội vói tỷ số 3–2 trên loạt sút luân lưu qua hai lượt trận chung kết (cả hai đội hòa nhau với tổng tỷ số 5–5).

## Phân bổ đội của các hiệp hội
Các câu lạc bộ từ tất cả 12 hiệp hội thành viên của Liên đoàn bóng đá ASEAN (AFF) đều có quyền tham dự giải đấu. Theo thể thức được phê duyệt cho mùa giải 2023–24 và được áp dụng chính thức ở mùa giải 2024–25, Việt Nam, Thái Lan, Malaysia và Indonesia có hai đại diện cho mỗi quốc gia; Philippines và Singapore mỗi quốc gia có một đại diện. Bốn quốc gia khác gồm Brunei, Campuchia, Lào và Myanmar sẽ chọn ra mỗi nước một câu lạc bộ tham dự vòng play-off để tranh hai suất còn lại vào vòng đấu bảng. Úc và Đông Timor không cử bất kỳ đại diện nào.
| Tham dự Giải vô địch các câu lạc bộ ASEAN 2024–25 | Tham dự Giải vô địch các câu lạc bộ ASEAN 2024–25 |
| ------------------------------------------------- | ------------------------------------------------- |
|                                                   | Tham gia                                          |
|                                                   | Không tham gia                                    |

| Hiệp hội    | Vòng bảng | Play-off |
| ----------- | --------- | -------- |
| Việt Nam    | 2         | —        |
| Malaysia    | 2         | —        |
| Thái Lan    | 2         | —        |
| Indonesia   | 2         | —        |
| Philippines | 1         | —        |
| Singapore   | 1         | —        |
| Brunei      | —         | 1        |
| Campuchia   | —         | 1        |
| Lào         | —         | 1        |
| Myanmar     | —         | 1        |
| Úc          | —         | —        |
| Đông Timor  | —         | —        |

## Các đội bóng
| Đội                          | Tư cách tham dự                             | Lần tham dự (Lần cuối) |
| ---------------------------- | ------------------------------------------- | ---------------------- |
| PSM Makassar                 | Vô địch Liga 1 2022–23                      | 1                      |
| Borneo Samarinda[Note IDN]   | Đứng đầu mùa giải chính Liga 1 2023–24      | 1                      |
| Kuala Lumpur City [Note MAS] | Á quân Cúp FA Malaysia 2023                 | 1                      |
| Terengganu[Note MAS]         | Á quân Cúp Malaysia 2023                    | 1                      |
| Buriram United               | Vô địch Thai League 1 2022–23               | 1                      |
| BG Pathum United             | Á quân Thai League Cup 2022–23              | 1                      |
| Công an Hà Nội               | Vô địch V.League 1 2023                     | 1                      |
| Đông Á Thanh Hóa             | Vô địch Cúp Quốc gia 2023                   | 1                      |
| Lion City Sailors[Note SGP]  | Vô địch Cúp Singapore 2023                  | 1                      |
| Kaya–Iloilo                  | Vô địch Philippines Football League 2022–23 | 1                      |

| Đội                         | Tư cách tham dự                                    | Lần tham dự (Lần cuối) |  |
| Preah Khan Reach Svay Rieng | Vô địch Giải bóng đá Ngoại hạng Campuchia 2023–24  | 1                      |  |
| Young Elephants             | Vô địch Lao League 1 2023                          | 1                      |  |
| Kasuka                      | Vô địch Brunei Super League 2023                   | 1                      |  |
| Yangon United               | Vô địch Giải bóng đá Vô địch Quốc gia Myanmar 2023 | 1                      |  |

Ghi chú
1. ^ Indonesia (IDN): Persija Jakarta, á quân của Liga 1 2022–23, từ chối tham dự giải đấu; suất của họ được chuyển sang Borneo F.C. Samarinda, đội đứng đầu mùa giải chính của Liga 1 2023–24.
2. ^ Malaysia (MAS): Johor Darul Ta'zim đủ điều kiện tham dự với tư cách là nhà vô địch Malaysia Super League 2023 nhưng từ chối tham dự.[8]
3. ^ Singapore (SGP): Albirex Niigata (S), nhà vô địch Giải bóng đá Ngoại hạng Singapore 2023, là đội bóng đến từ Nhật Bản và không thể đại diện cho Singapore tại giải đấu. Vì vậy, Lion City Sailors với tư cách là nhà vô địch Cúp Singapore 2023 được tham dự thay thế.[8]

## Tiền thưởng
Cơ cấu giải thưởng như sau.
| Giai đoạn    | Tiền thưởng (USD)                  |
| ------------ | ---------------------------------- |
| Vòng bảng    | $100.000                           |
| Mỗi trận đấu | $25.000                            |
| Bán kết      | TBD                                |
| Chung kết    | Vô địch: $400.000 Á quân: $200.000 |
| Tổng cộng    | $3.000.000                         |

## Bốc thăm
Lễ bốc thăm Giải vô địch bóng đá các câu lạc bộ ASEAN 2024–25 diễn ra vào lúc 11:00 (UTC+7) ngày 9 tháng 5 năm 2024 tại khách sạn InterContinental Sài Gòn ở Thành phố Hồ Chí Minh, Việt Nam. 12 câu lạc bộ được chia thành hai bảng 6 đội, với hạt giống của các đội dựa trên số lượng câu lạc bộ được phân bổ cho các quốc gia và thứ hạng trên bảng xếp hạng giải đấu cấp câu lạc bộ của AFC năm 2022.
Các câu lạc bộ thuộc cùng một quốc gia sẽ không nằm chung bảng đấu. Để tránh việc tổ chức các trận đấu diễn ra tại Terengganu vào ngày thứ năm do luật tiểu bang tại đây không cho phép bất kỳ sự kiện hay hoạt động nào được diễn ra vào tối hôm đó, và vì Malaysia xếp thứ 2 trong bảng xếp hạng câu lạc bộ AFC năm 2022, AFF đã bổ sung một điều khoản đặc biệt để xếp Terengganu vào thẳng vị trí A2 và Kuala Lumpur City vào vị trí B2 trước lễ bốc thăm chính thức.
| Nhóm 1                                                                   | Nhóm 2                                                                    | Nhóm 3                                                                              |
| ------------------------------------------------------------------------ | ------------------------------------------------------------------------- | ----------------------------------------------------------------------------------- |
| 1. Buriram United 2. BG Pathum United 3. Terengganu 4. Kuala Lumpur City | 1. Công an Hà Nội 2. Đông Á Thanh Hóa 3. PSM Makassar 4. Borneo Samarinda | 1. Lion City Sailors 2. Kaya–Iloilo 3. Đội thắng play-off 1 4. Đội thắng play-off 2 |

## Lịch thi đấu
Dưới đây là lịch thi đấu của giải đấu.
| Giai đoạn               | Vòng       | Lượt đi                | Lượt về                         |
| ----------------------- | ---------- | ---------------------- | ------------------------------- |
| Vòng loại               | Play-off   | 17 tháng 7 năm 2024    | 24 tháng 7 năm 2024             |
| Vòng bảng               | Lượt đấu 1 | 21–22 tháng 8 năm 2024 | 21–22 tháng 8 năm 2024          |
| Vòng bảng               | Lượt đấu 2 | 25–26 tháng 9 năm 2024 | 25–26 tháng 9 năm 2024          |
| Vòng bảng               | Lượt đấu 3 | 8–9 tháng 1 năm 2025   | 8–9 tháng 1 năm 2025            |
| Vòng bảng               | Lượt đấu 4 | 22–23 tháng 1 năm 2025 | 22–23 tháng 1 năm 2025          |
| Vòng bảng               | Lượt đấu 5 | 5–6 tháng 2 năm 2025   | 5–6 tháng 2 năm 2025            |
| Vòng đấu loại trực tiếp | Bán kết    | 2 tháng 4 năm 2025     | 30 tháng 4 & 7 tháng 5 năm 2025 |
| Vòng đấu loại trực tiếp | Chung kết  | 14 tháng 5 năm 2025    | 21 tháng 5 năm 2025             |

## Vòng play-off
Bốn câu lạc bộ từ bốn hiệp hội thành viên sẽ thi đấu để tranh hai suất cuối cùng tham dự giải đấu.
| Đội 1           | TTS | Đội 2                       | Lượt đi | Lượt về |
| --------------- | --- | --------------------------- | ------- | ------- |
| Young Elephants | 3–8 | Preah Khan Reach Svay Rieng | 2–3     | 1–5     |
| Kasuka          | 2–4 | Shan United                 | 1–1     | 1–3     |

## Vòng bảng
Mười hai câu lạc bộ được chia thành hai bảng, thi đấu theo thể thức vòng tròn một lượt trên sân nhà và sân khách. Hai đội đứng đầu mỗi bảng lọt vào bán kết.
Các tiêu chí
Các đội được xếp hạng theo điểm (3 điểm cho một trận thắng, 1 điểm cho một trận hòa, 0 điểm cho một trận thua), và nếu bằng điểm, các tiêu chí sau đây sẽ được áp dụng theo thứ tự để xác định thứ hạng:
1. Số điểm đối đầu trực tiếp giữa các đội có liên quan;
2. Hiệu số đối đầu trực tiếp giữa các đội có liên quan;
3. Số bàn thắng ghi được trong các trận đối đầu trực tiếp giữa các đội có liên quan;
4. Nếu có nhiều hơn hai đội bằng điểm, và sau khi đã áp dụng các tiêu chí đối đầu ở trên, vẫn còn hai hay nhiều đội có thứ hạng ngang nhau, tất cả các tiêu chí trên được áp dụng lại cho riêng các đội này;
5. Hiệu số bàn thắng thua trong tất cả các trận đấu bảng;
6. Số bàn thắng ghi được trong tất cả các trận đấu bảng;
7. Sút luân lưu nếu hai đội liên quan gặp nhau trong trận cuối cùng của bảng;
8. Điểm thẻ phạt (thẻ vàng = –1 điểm, thẻ đỏ gián tiếp (2 thẻ vàng) = –3 điểm, thẻ đỏ trực tiếp = –3 điểm, thẻ vàng và thẻ đỏ trực tiếp = –4 điểm);
9. Bốc thăm.

### Bảng A
| VT | Đội                         | ST | T | H | B | BT | BB | HS  | Đ  | Giành quyền tham dự     |
| -- | --------------------------- | -- | - | - | - | -- | -- | --- | -- | ----------------------- |
| 1  | BG Pathum United            | 5  | 3 | 2 | 0 | 11 | 6  | +5  | 11 | Vòng đấu loại trực tiếp |
| 2  | PSM Makassar                | 5  | 3 | 1 | 1 | 8  | 4  | +4  | 10 | Vòng đấu loại trực tiếp |
| 3  | Preah Khan Reach Svay Rieng | 5  | 2 | 1 | 2 | 8  | 7  | +1  | 7  |                         |
| 4  | Terengganu                  | 5  | 2 | 1 | 2 | 13 | 9  | +4  | 7  |                         |
| 5  | Đông Á Thanh Hóa            | 5  | 1 | 3 | 1 | 6  | 7  | −1  | 6  |                         |
| 6  | Shan United                 | 5  | 0 | 0 | 5 | 7  | 20 | −13 | 0  |                         |

1. 1 2  Điểm đối đầu: Preah Khan Reach Svay Rieng 3, Terengganu 0.

| PSM Makassar | 0–0                           | BG Pathum United |
| ------------ | ----------------------------- | ---------------- |
|              | Chi tiết (AFF) Chi tiết (ACC) |                  |

| Đông Á Thanh Hóa                       | 3–1                           | Shan United   |
| -------------------------------------- | ----------------------------- | ------------- |
| - Rimario 60' - Yago 72' - Antônio 87' | Chi tiết (AFF) Chi tiết (ACC) | - Bakayoko 5' |

| Terengganu                                   | 2–3                           | Preah Khan Reach Svay Rieng                 |
| -------------------------------------------- | ----------------------------- | ------------------------------------------- |
| - Manny Ott 55' - Safawi Rasid 90+1' (ph.đ.) | Chi tiết (AFF) Chi tiết (ACC) | - Gabriel 12' - Pablo 16' - Min Ratanak 86' |

| BG Pathum United          | 2–1            | Preah Khan Reach Svay Rieng |
| ------------------------- | -------------- | --------------------------- |
| - Raniel 31' - Dangda 63' | Chi tiết (ACC) | Pablo 61'                   |

| Terengganu               | 2–2                           | Đông Á Thanh Hóa                        |
| ------------------------ | ----------------------------- | --------------------------------------- |
| - A.Rashid 20' - Ott 40' | Chi tiết (AFF) Chi tiết (ACC) | - Antônio 45+1' - Ubaidullah 53' (l.n.) |

| PSM Makassar                                       | 4–3                           | Shan United                                |
| -------------------------------------------------- | ----------------------------- | ------------------------------------------ |
| - Haljeta 32' - Neto 36' - Fall 47' - Rahman 90+1' | Chi tiết (AFF) Chi tiết (ACC) | - Rintaro 45+2' - Sekyi 56' - Bakayoko 63' |

| Preah Khan Reach Svay Rieng | 0–1      | PSM Makassar |
| --------------------------- | -------- | ------------ |
|                             | Chi tiết | Haljeta 1'   |

| Shan United | 0–5      | Terengganu                                                      |
| ----------- | -------- | --------------------------------------------------------------- |
|             | Chi tiết | - S. Rasid 11' (ph.đ.) - Ott 25', 64' - A. Rashid 45+7' (ph.đ.) |

| BG Pathum United | 1–1      | Đông Á Thanh Hóa  |
| ---------------- | -------- | ----------------- |
| Sanchai 87'      | Chi tiết | Doãn Ngọc Tân 70' |

| Đông Á Thanh Hóa | 0–0      | Preah Khan Reach Svay Rieng |
| ---------------- | -------- | --------------------------- |
|                  | Chi tiết |                             |

| Shan United    | 1–4      | BG Pathum United                                          |
| -------------- | -------- | --------------------------------------------------------- |
| - Bakayoko 30' | Chi tiết | - Álvarez 64' (ph.đ.) - Raniel 79' - Suksum 90+9', 90+13' |

| Terengganu          | 1–0      | PSM Makassar |
| ------------------- | -------- | ------------ |
| - Rasid 65' (ph.đ.) | Chi tiết |              |

| Preah Khan Reach Svay Rieng          | 4–2      | Shan United                              |
| ------------------------------------ | -------- | ---------------------------------------- |
| - Roque 17', 77' - Bounkong 20', 33' | Chi tiết | - Ye Yint Aung 7' - Bakayoko 76' (ph.đ.) |

| PSM Makassar                     | 3–0      | Đông Á Thanh Hóa |
| -------------------------------- | -------- | ---------------- |
| - Sakai 45+3' - Haljeta 47', 78' | Chi tiết |                  |

| BG Pathum United                            | 4–3      | Terengganu                                 |
| ------------------------------------------- | -------- | ------------------------------------------ |
| - Raniel 71', 77' - Notsuda 83' - Ilhan 88' | Chi tiết | - Akhyar 66' - Safawi 90+3', 90+9' (ph.đ.) |

### Bảng B
| VT | Đội               | ST | T | H | B | BT | BB | HS  | Đ  | Giành quyền tham dự     |
| -- | ----------------- | -- | - | - | - | -- | -- | --- | -- | ----------------------- |
| 1  | Công an Hà Nội    | 5  | 5 | 0 | 0 | 15 | 6  | +9  | 15 | Vòng đấu loại trực tiếp |
| 2  | Buriram United    | 5  | 3 | 1 | 1 | 13 | 2  | +11 | 10 | Vòng đấu loại trực tiếp |
| 3  | Kuala Lumpur City | 5  | 2 | 0 | 3 | 4  | 6  | −2  | 6  |                         |
| 4  | Borneo Samarinda  | 5  | 2 | 0 | 3 | 7  | 9  | −2  | 6  |                         |
| 5  | Lion City Sailors | 5  | 1 | 1 | 3 | 2  | 10 | −8  | 4  |                         |
| 6  | Kaya–Iloilo       | 5  | 1 | 0 | 4 | 4  | 12 | −8  | 3  |                         |

1. 1 2  Điểm đối đầu: Kuala Lumpur City 3, Borneo 0.

| Công an Hà Nội               | 2–1                           | Buriram United |
| ---------------------------- | ----------------------------- | -------------- |
| - Phan Văn Đức 3' - Alan 66' | Chi tiết (AFF) Chi tiết (ACC) | Tabinas 49'    |

| Borneo Samarinda                     | 3–0                           | Lion City Sailors |
| ------------------------------------ | ----------------------------- | ----------------- |
| - Léo Gaúcho 3', 80' - Berguinho 20' | Chi tiết (AFF) Chi tiết (ACC) |                   |

| Kuala Lumpur City | 1–0                           | Kaya–Iloilo |
| ----------------- | ----------------------------- | ----------- |
| Haqimi 12'        | Chi tiết (AFF) Chi tiết (ACC) |             |

| Buriram United                                                                        | 7–0                           | Kaya–Iloilo |
| ------------------------------------------------------------------------------------- | ----------------------------- | ----------- |
| - Crispim 9', 50', 53' - Supachai 15' - Berg 77' - Ratree 84' - Chrigor 90+1' (ph.đ.) | Chi tiết (AFF) Chi tiết (ACC) |             |

| Kuala Lumpur City | 1–0                           | Borneo Samarinda |
| ----------------- | ----------------------------- | ---------------- |
| Brendan 77'       | Chi tiết (AFF) Chi tiết (ACC) |                  |

| Công an Hà Nội                                              | 5–0                           | Lion City Sailors |
| ----------------------------------------------------------- | ----------------------------- | ----------------- |
| - Artur 10', 69', 86' - Nguyễn Đình Bắc 60' - Lê Văn Đô 66' | Chi tiết (AFF) Chi tiết (ACC) |                   |

| Kaya–Iloilo     | 1–2      | Công an Hà Nội                        |
| --------------- | -------- | ------------------------------------- |
| - Swainston 54' | Chi tiết | - Lê Văn Đô 16' - Casambre 28' (l.n.) |

| Lion City Sailors            | 2–0      | Kuala Lumpur City |
| ---------------------------- | -------- | ----------------- |
| - Wright 26' - Lestienne 66' | Chi tiết |                   |

| Buriram United                                          | 4–0      | Borneo Samarinda |
| ------------------------------------------------------- | -------- | ---------------- |
| - Crispim 25' - Bissoli 27' - Djaló 45+2' - Maikami 87' | Chi tiết |                  |

| Borneo Samarinda                | 2–1      | Kaya–Iloilo   |
| ------------------------------- | -------- | ------------- |
| - Peralta 28' - Hardiansyah 91' | Chi tiết | - Melliza 82' |

| Lion City Sailors | 0–0      | Buriram United |
| ----------------- | -------- | -------------- |
|                   | Chi tiết |                |

| Kuala Lumpur City         | 2–3      | Công an Hà Nội                                                    |
| ------------------------- | -------- | ----------------------------------------------------------------- |
| - Rudović 24' - Josué 32' | Chi tiết | - Nguyễn Quang Hải 10' - Bùi Hoàng Việt Anh 67' - Lê Văn Đô 90+1' |

| Kaya–Iloilo                         | 2–0      | Lion City Sailors |
| ----------------------------------- | -------- | ----------------- |
| - Rosario 66' - Melliza 71' (ph.đ.) | Chi tiết |                   |

| Công an Hà Nội                                              | 3–2      | Borneo Samarinda          |
| ----------------------------------------------------------- | -------- | ------------------------- |
| - Lê Văn Đô 20' - Nguyễn Đình Bắc 81' - Artur 90+1' (ph.đ.) | Chi tiết | - Jusuf 45+1' - Adsit 87' |

| Buriram United | 1–0      | Kuala Lumpur City |
| -------------- | -------- | ----------------- |
| Crispim 37'    | Chi tiết |                   |

## Vòng đấu loại trực tiếp
|  | Bán kết | Bán kết            | Bán kết            | Bán kết | Bán kết |       |                | Chung kết      | Chung kết | Chung kết | Chung kết | Chung kết |
|  |         |                    |                    |         |         |       |                |                |           |           |           |           |
|  | A2      | PSM Makassar       | 1                  | 0       | 1       |       |                |                |           |           |           |           |
|  | B1      | Công an Hà Nội     | 0                  | 2       | 2       |       |                |                |           |           |           |           |
|  |         |                    |                    |         |         |       | Công an Hà Nội | Công an Hà Nội | 2         | 3         | 5 (2)     |           |
|  |         | Buriram United (p) | Buriram United (p) | 2       | 3       | 5 (3) |                |                |           |           |           |           |
|  | B2      | Buriram United     | 3                  | 0       | 3       |       |                |                |           |           |           |           |
|  | A1      | BG Pathum United   | 1                  | 0       | 1       |       |                |                |           |           |           |           |

### Bán kết
| Đội 1          | TTS | Đội 2            | Lượt đi | Lượt về |
| -------------- | --- | ---------------- | ------- | ------- |
| PSM Makassar   | 1–2 | Công an Hà Nội   | 1–0     | 0–2     |
| Buriram United | 3–1 | BG Pathum United | 3–1     | 0–0     |

#### Lượt đi
| PSM Makassar | 1–0      | Công an Hà Nội |
| ------------ | -------- | -------------- |
| - Yuran 80'  | Chi tiết |                |

| Buriram United                           | 3–1      | BG Pathum United |
| ---------------------------------------- | -------- | ---------------- |
| - Supachai 24' - Pansa 57' - Bissoli 74' | Chi tiết | - Ilhan 54'      |

#### Lượt về
| Công an Hà Nội                      | 2–0      | PSM Makassar |
| ----------------------------------- | -------- | ------------ |
| - Hugo 48' - Bùi Hoàng Việt Anh 60' | Chi tiết |              |

Công an Hà Nội thắng với tổng tỷ số 2–1.
| BG Pathum United | 0–0      | Buriram United |
| ---------------- | -------- | -------------- |
|                  | Chi tiết |                |

Buriram United thắng với tổng tỷ số 3–1.

### Chung kết
| Đội 1          | TTS         | Đội 2          | Lượt đi | Lượt về      |
| -------------- | ----------- | -------------- | ------- | ------------ |
| Công an Hà Nội | 5–5 (2–3 p) | Buriram United | 2–2     | 3–3 (s.h.p.) |

| Công an Hà Nội         | 2–2      | Buriram United        |
| ---------------------- | -------- | --------------------- |
| - Artur 18' - Alan 35' | Chi tiết | - Good 28' - Žulj 79' |

| Buriram United                                 | 3–3 (s.h.p.) | Công an Hà Nội                                               |
| ---------------------------------------------- | ------------ | ------------------------------------------------------------ |
| - Žulj 83' - Crispim 90+8' - Bissoli 35'       | Chi tiết     | - Quang Vinh 15' - Artur 39' (ph.đ.) - Alan 118'             |
| Loạt sút luân lưu                              |              |                                                              |
| - Žulj - Crispim - Boakye - Phitiwat - Dougall | 3–2          | - Lê Văn Đô - Quang Vinh - Gomes - Alan - Bùi Hoàng Việt Anh |

Tổng tỷ số là 5–5. Buriram United thắng 3–2 trên loạt sút luân lưu.

## Thống kê mùa giải

### Cầu thủ ghi bàn hàng đầu
| Hạng | Cầu thủ              | Đội              | Bàn thắng |
| ---- | -------------------- | ---------------- | --------- |
| 1    | Lucas Crispim        | Buriram United   | 6         |
| 1    | Léo Artur            | Công an Hà Nội   | 6         |
| 3    | Safawi Rasid         | Terengganu       | 5         |
| 4    | Raniel               | BG Pathum United | 4         |
| 4    | Lê Văn Đô            | Công an Hà Nội   | 4         |
| 4    | Nermin Haljeta       | PSM Makassar     | 4         |
| 4    | Moussa Bakayoko      | Shan United      | 4         |
| 4    | Manny Ott            | Terengganu       | 4         |
| 4    | Akhyar Rashid        | Terengganu       | 4         |
| 10   | Guilherme Bissoli    | Buriram United   | 3         |
| 10   | Alan Grafite         | Công an Hà Nội   | 3         |
| 12   | Léo Gaúcho           | Borneo Samarinda | 2         |
| 12   | Nattawut Suksum      | BG Pathum United | 2         |
| 12   | Supachai Chaided     | Buriram United   | 2         |
| 12   | Peter Žulj           | Buriram United   | 2         |
| 12   | Nguyễn Đình Bắc      | Công an Hà Nội   | 2         |
| 12   | Bùi Hoàng Việt Anh   | Công an Hà Nội   | 2         |
| 12   | Luiz Antônio         | Đông Á Thanh Hóa | 2         |
| 12   | Jesus Melliza        | Kaya–Iloilo      | 2         |
| 12   | Pablo                | Svay Rieng       | 2         |
| 12   | Cristian             | Svay Rieng       | 2         |
| 12   | Bounphachan Bounkong | Svay Rieng       | 2         |

Ghi chú
- Các bàn thắng ghi được trong vòng play-off không được tính khi xác định cầu thủ ghi nhiều bàn thắng nhất.

## Đối tác truyền thông
| Các nước trong khu vực quy định sở hữu bản quyền Shopee Cup 2024–25          | Các nước trong khu vực quy định sở hữu bản quyền Shopee Cup 2024–25 | Các nước trong khu vực quy định sở hữu bản quyền Shopee Cup 2024–25 | Các nước trong khu vực quy định sở hữu bản quyền Shopee Cup 2024–25                       |
| Quốc gia                                                                     | Mạng phát sóng                                                      | Kênh truyền hình                                                    | Nền tảng trực tuyến                                                                       |
| ---------------------------------------------------------------------------- | ------------------------------------------------------------------- | ------------------------------------------------------------------- | ----------------------------------------------------------------------------------------- |
| Brunei                                                                       | Bayon TV                                                            | BTV News                                                            | Facebook BTV News                                                                         |
| Campuchia                                                                    | Bayon TV                                                            | BTV News                                                            | Facebook BTV News                                                                         |
| Lào                                                                          | Bayon TV, BG Sports Co.                                             | BTV News                                                            | Facebook BTV News, YouTube BG CHANNEL, BG SPORTS                                          |
| Indonesia                                                                    | MNC Media                                                           | K-Vision, MNC-Vision, Sportstars                                    | Vision+                                                                                   |
| Malaysia                                                                     | Astro                                                               | Astro Arena CH.801, Astro Bola                                      | Astro GO, Sooka                                                                           |
| Myanmar                                                                      | Sky Net                                                             | Sky Net Sports HD, Sky Net Sports 4                                 | —                                                                                         |
| Philippines                                                                  | Cignal TV, Matchday Media                                           | Cignal TV                                                           | Pilipinas Live, Philippines Football League (Facebook, YouTube)                           |
| Singapore                                                                    | Mediacorp                                                           | —                                                                   | meWATCH                                                                                   |
| Thái Lan                                                                     | Thairath, AIS, TrueVisions, BG Sports Co.                           | Thairath TV                                                         | My Thairath, Thairath Sport, AIS Play Box, TrueVisions Now, YouTube BG CHANNEL, BG SPORTS |
| Việt Nam                                                                     | FPT                                                                 | —                                                                   | FPT Play                                                                                  |
| Đài truyền hình trực tiếp sở hữu bản quyền giải đấu ngoài khu vực Đông Nam Á |                                                                     |                                                                     |                                                                                           |
| Hàn Quốc                                                                     | Eclat Media                                                         | SpoTV Now                                                           | —                                                                                         |
| Trung Quốc                                                                   | Leisu Sports                                                        | —                                                                   | Leisu Sports                                                                              |
| Toàn cầu                                                                     | YouTube                                                             | —                                                                   | ASEAN United FC                                                                           |